# Lee Kiefer
Lee Kiefer (Cleveland, 15 giugno 1994) è una schermitrice statunitense, specialista del fioretto.

## Palmarès
In carriera ha conseguito i seguenti risultati:
- Giochi olimpici

Tokyo 2020: oro nel fioretto individuale.
Parigi 2024: oro nel fioretto individuale e nel fioretto a squadre.
- Mondiali

Catania 2011: bronzo nel fioretto individuale.
Lipsia 2017: argento nel fioretto a squadre.
Wuxi 2018: oro nel fioretto a squadre.
Budapest 2019: bronzo nel fioretto a squadre.
Il Cairo 2022: argento nel fioretto a squadre, bronzo nel fioretto individuale.
Milano 2023: bronzo nel fioretto individuale.
Tbilisi 2025: oro nel fioretto individuale e nel fioretto a squadre.
- Giochi Panamericani:

Guadalajara 2011: oro nel fioretto individuale ed a squadre.